# Slaget ved Brunkebjerg
Slaget ved Brunkebjerg blev udkæmpet den 10. oktober 1471 Brunkebergsåsen ved det nuværende Norrmalm i Stockholm mellem tilhængere af Kalmarunionen ledet af den danske konge Christian 1. og separatister, der ville løsrive Sverige fra unionen. Separatisterne blev ledet af den svenske rigsforstander Sten Sture. Christian 1. havde efter Karl Knutssons død i 1470 set en mulighed for atter at blive svensk konge og transporterede med henved 70 skibe ca. 3000 mand til Stockholm.

## Baggrund
Slaget udkæmpedes hovedsagelig mellem svenskere på begge sider, men er i ældre svensk historieskrivning fremstillet som en del af den svenske befrielseskrig med Danmark som hovedmodstanderen. Den væsentligste modsætning var ikke mellem nationaliteter, men mere en kombination af magtpolitiske og økonomiske interesser.
Den danske konge belejrede Stockholm med sin flåde og en hær bestående af danskere, tyskere og svenskere, de sidste hovedsagelig svensk adel og bønder fra Uppland. Forhandlinger om en fredelig afslutning pågik, men blev afbrudt af Sten Sture, der formentlig vurderede at en militær løsning ville give ham et bedre resultat end en forhandlingsløsning, idet han rådede over en større bondehær fra store dele af det centrale Sverige.

## Slagets forløb
Torsdag den 10. oktober 1471 omkring klokken 11 om formiddagen kom Sten og Nils Bosson Sture med ryttere og fodfolk frem til det der i dag er Hötorget i Stockholm. Sten Stures plan var at omringe de unionstro tropper i en knibtangsmanøvre. Det blev udvekslet flere skud, bl.a. blev Christian 1. truffet i ansigtet af en kugle fra en hagebøsse, der beskadigede flere af kongens tænder, og unionstropperne måtte trække sig tilbage. De afgørende kampe blev indledt, da Nils Stures hovedstyrke brød frem fra skoven nord for åsen samtidig med at Knut Posse angreb fra Stadsholmen. Angrebet kom så pludseligt at unionstropperne ved Sankta Klara kloster blev afskåret fra hovedstyrken og herefter nedkæmpet. Christian 1. flygtede med resterne af sin hær mod skibene på Käpplingen (i dag Blasieholmen). Mange unionstropper druknede, da broen kollapsede.

## Mindet om slaget
Sten Sture udnyttede sin sejr i slaget i sin propaganda og lod sprede fortællinger om slaget, hvor han fremstod som den store helt. I lang tid efter slaget blev sejren benyttet i den svensknationalistiske propaganda. Sten Sture døde i 1503 og blev begravet i Strängnäs domkirke. Sten Sture lod til minde om sejren, som han tilskrev Sankt Jørgen, opføre en skulptur, Sankt Jørgen og dragen i Storkyrkan i Stockholm, hvor Sten er symboliseret som ridderen Sankt Jørgen, der redder jomfruen Sverige fra den danske drage Christian. En kopi i bronze findes på Köpmanbrinken i Stockholm, og yderligere en version af motivet findes på taget på Stockholms stadshus.